# William Thomson
Sir William Thomson, din 1892 Lord Kelvin (n. 26 iunie 1824, Belfast, Regatul Unit al Marii Britanii și Irlandei – d. 17 decembrie 1907, Largs⁠(d), Scoția, Regatul Unit al Marii Britanii și Irlandei), a fost un fizician britanic, renumit îndeosebi prin lucrările sale științifice în domeniul termodinamicii.

## Biografie
Născut la Belfast (26 iunie 1824), William era fiul lui James Thomson, profesor de matematică și inginerie la Royal Belfast Academical Institution.

## Realizări
- Pe lângă teoria temperaturii absolute pentru care a devenit faimos, Kelvin a formulat și alte idei precum calcularea vechimii Pământului, care la mijlocul anilor 1800 era o problemă foarte dezbătută și controversată;
- A conceput prima linie de telegraf care traversa Atlanticul.

## Titluri nobiliare și distincții
- 1866 - a fost numit cavaler de către regina Victoria (Sir William Thomson);
- 1883 - a primit medalia de aur de la Royal Society of London;
- 1892 - a devenit baron, fiind înnobilat tot de către regina Victoria (1st Baron Kelvin).

## Legături externe
- O'Connor, John J.; Robertson, Edmund F., „William Thomson”, MacTutor History of Mathematics archive, University of St Andrews.
- Opere de sau despre William Thomson la Internet Archive
- Lucrări de William Thomson la LibriVox (cărți audio aflate în domeniul public)
- Heroes of the Telegraph at The Online Books Page
- "Horses on Mars", from Lord Kelvin
- William Thomson: king of Victorian physics Arhivat în 13 iulie 2007, la Wayback Machine. at Institute of Physics website
- Measuring the Absolute: William Thomson and Temperature, Hasok Chang and Sang Wook Yi (PDF file)
- Reprint of papers on electrostatics and magnetism (gallica)
- The molecular tactics of a crystal (Internet Archive)
- Quotations. This collection includes sources for many quotes.
- Kelvin Building Opening – The Leys School, Cambridge (1893)
- The Kelvin Library

Format:S-aca
| Predecesor: The Earl of Stair | Rectorul Universității din Glasgow 1904–1907 | Succesor: The Earl of Rosebery |
| Nobilimea din Regatul Unit    |                                              |                                |
| Titlu nou                     | Baron Kelvin 1892–1907                       | Extinct                        |

Format:Royal Society presidents 1800s
Format:Scientists whose names are used as SI units